# Frédéric N'Doumbé
Pour les articles homonymes, voir N'Doumbé.
Frédéric N'Doumbé, né le 9 janvier 1935 à Douala et mort en décembre 1978 dans la même ville, est un footballeur camerounais ayant évolué au poste d'attaquant (ailier gauche) pour Le Havre et à l'AS Saint-Étienne.
Il est le père de la chanteuse Norma Ray.

## Carrière
- Caïman de Douala  Cameroun
- 1957-1960 : Le Havre AC  France
- 1960-1963 : Stade Olympique Montpellier  France
- 1963-1969 : AS Saint-Étienne  France
- 1969-1970 : Amicale de Lucé  France
- 1970-1971 : Le Havre AC  France
- Caïman de Douala  Cameroun[2]

## Palmarès
- Champion de France en 1964, 1967, 1968, 1969 avec l'AS Saint-Étienne
- Champion de France de D2 en 1959 avec Le Havre, en 1961 avec Montpellier
- Vainqueur de la Coupe de France en 1959 avec Le Havre